# Malé a střední podniky
Malé a střední podniky, ve zkratce MSP, je kategorie podniků s nízkým počtem zaměstnanců. Jednotlivé státy a instituce používají pro definici této kategorie různá kritéria – například Evropská unie za hranici považuje 250 zaměstnanců, zatímco ve Spojených státech je hranicí 500 zaměstnanců. V odborné literatuře se často využívá zkratka SME (Small and Medium Enterprise) nebo SMB (Small and Medium Business).

## Výhody SME
Literatura uvádí, že mezi hlavní výhody malých a středních podniků patří:
- pružné reagování na změny,
- inovativnost,
- vytváření nových pracovních příležitostí,
- odolnost proti hospodářské recesi,
- rychlost přijímání podnikatelských rozhodnutí.

Stejně tak literatura uvádí, že pružnost je i jednou z hlavních konkurenčních výhod malých a středních podniků vůči nadnárodním a velkým korporacím, díky níž jsou schopny rychleji reagovat na změny na trhu.
Dále i Homolka uvádí, že přímý kontakt s vedením podniku přináší vztah důvěry na základě poznání osobních problémů pracovníků. Ztrácí se anonymita a pracovníci více pociťují důležitost svých pracovních výkonů. Řada pracovníků je připravena vyměnit vysoké příjmy a komfortní pracovní prostředí za větší flexibilitu v zaměstnání a uspokojení z práce, z atmosféry malých skupin. Z aplikace nových trendů v této oblasti profituje jak podnik, tak i jeho zaměstnanci. Když se aktivizuje dříve nevyužitý myšlenkový potenciál většiny pracovníků, v týmech vznikají synergické efekty, řízení se zkvalitňuje, zrychluje a zlevňuje. A co je hlavní, lidé, kteří byli dosud v práci víceméně nevolníky, vykonavateli příkazů pod kontrolou, nacházejí nyní i zde svou tvůrčí životní náplň.
Homolka taktéž uvádí, že malé podniky mají jednoduchou, přehlednou organizační strukturu, umožňující přímé vedení a kontrolu. A dále také, že výhodou je také centralizace řídících rozhodnutí v rukou podnikatele. To umožňuje rychlost reagování, podporuje podnikavost i vysokou flexibilitu řízení podniku, méně vnitropodnikových zájmových skupin a jejich nižší vliv. Mají tedy náskok v implementaci nových přístupů managementu před velkými podniky, kde mohou být nové trendy aplikačně bolestivé. Dochází k reintegraci činností v tradiční podnikové horizontále i vertikále, bourají se obsahové i fyzické zdi mezi různými podnikovými útvary a řídicí pyramida se výrazně zplošťuje, přenosem mnoha řídicích funkcí na výkonné pracovníky. Základními jednotkami organizace se stávají sebeřídící, multifunkční procesní týmy. Každý se podílí na vzdělávání, zlepšování, rozhodování a různými formami i na výsledcích organizace.

## Nevýhody SME
Novotný a Suchánek uvádějí jako hlavní nevýhody:
- omezené možnosti zaměstnávání odborníků ve správě a řídících činností,
- vyšší intenzita práce a méně příznivé pracovní podmínky,
- omezené možnosti získávání výhod z rozsahu produkce,
- omezené prostředky na propagaci a reklamu.

Havlíček a Kašík uvádějí, že největšími nevýhodami marketingově řízených SME jsou především problémy personálního charakteru:
- ředitel útvaru musí být kvalifikován po stránce marketingové i obchodní;
- jsou kladeny větší nároky na ostatní obchodníky;
- často dochází k potlačení marketingových aktivit ve prospěch čistého obchodu;
- v obchodním týmu musí být lidé zaměření kreativně i analyticky.

Nelze opomenout ani oblast financování, kterou zmiňuje Homolka. Nevýhody v této oblasti plynou především z menších možností přístupu k finančním zdrojům a to především u individuálních podnikatelů. Hlavním zdrojem financování je samofinancování. Jinou možností jsou podíly dalších podílníků – zde ovšem hrozí omezení práva samorozhodování podnikatele. Nejdůležitějším zdrojem cizího kapitálu jsou bankovní úvěr a dodavatelský úvěr. Relativně vyšší výlohy na nižší objem úvěru i vyšší riziko půjčovatele nečiní malé podniky preferovanými klienty bankovních domů. Další nevýhodou ve finanční oblasti je fakt, že malé a střední podniky nemají obvykle vysoký stav nehmotného a hmotného majetku, aby odpisy vytvářely dostatečný prostor pro kontinuální reinvestování. Řešením může být dodavatelský či odběratelský úvěr, který se ovšem malým a středním podnikům hůře prosazuje.
Topolánek uvádí, že hlavními problémy evropského trhu jsou zejména přílišná regulace, administrativní, byrokratické a legislativní překážky, a to speciálně pro malé a střední podnikání.

## Malé a střední podniky v EU

### Vymezení pojmu SME

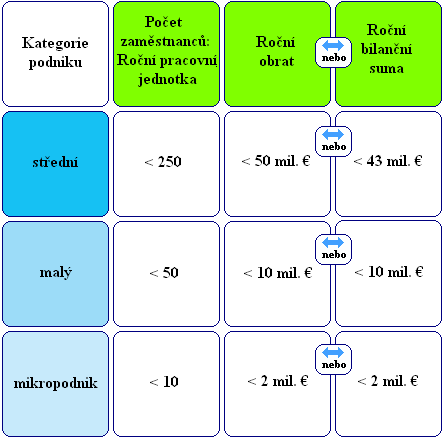
Tab. 1 Kritéria pro zařazení podniku mezi SME. V tabulce není zahrnuto kritérium nezávislosti

Komise Evropského společenství se usnesla na Doporučení Komise 2003/361/ES ze dne 6. května 2003 o definici mikropodniků, malých a středních podniků. Tato definice přinesla oproti předešlému Doporučení zpřesnění v oblasti počítání počtu zaměstnanců (avšak nezměnily se hranice počtu zaměstnanců) a především v kritériu nezávislosti. Dále přináší nová definice významné navýšení maximálních limitů pro obrat podniku a bilanční sumu.
Podnikem se rozumí každý subjekt vykonávající hospodářskou činnost, bez ohledu na jeho právní formu. K těmto subjektům patří zejména osoby samostatně výdělečně činné a rodinné podniky vykonávající řemeslné či jiné činnosti a obchodní společnosti nebo sdružení, která běžně vykonávají hospodářskou činnost.
Tabulka 1 naznačuje složení kategorie SME. Tato kategorie je složena z podniků, ve kterých je zaměstnáno méně než 250 zaměstnanců a jejichž roční obrat nepřesahuje 50 milionů eur, nebo jejichž bilanční suma roční rozvahy nepřesahuje 43 milionů eur. Takovýto podnik patří do kategorie středních podniků.
V této kategorii jsou malé podniky definovány jako podniky zaměstnávající méně než padesát zaměstnanců a jejichž roční obrat nebo bilanční suma roční rozvahy nepřesahuje 10 milionů eur.
Dále jsou v této kategorii definovány mikropodniky, což jsou podniky zaměstnávající méně než deset zaměstnanců a jejichž roční obrat, nebo bilanční suma roční rozvahy nepřesahuje 2 miliony eur.
Dodržování počtu zaměstnanců je povinné, podnik si ale může vybrat limit obratu nebo bilanční sumy. Nemusí plnit oba limity a může jeden z nich překročit, aniž by ztratil statut SME.

### Posouzení statutu SME

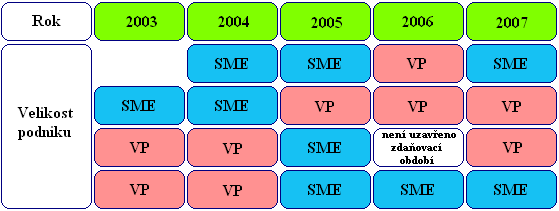
Tab. 2 Posouzení změn ve statutu SME, VP = velký podnik.

Pokud podnik v průběhu roku překročí počet zaměstnanců nebo sledovaný finanční strop, pak podnik svůj statut SME neztratí. Podnik statut SME ztratí až tehdy, pokud by k překročení limitů došlo ve dvou po sobě jdoucích letech. Naopak velký podnik získá statut SME, pokud se ve dvou po sobě jdoucích letech dostane pod strop počtu zaměstnanců a finanční strop. Příklad posouzení změn ukazuje tabulka 2.
Počet zaměstnanců je rozhodujícím kritériem a vyjadřuje se v ročních pracovních jednotkách (RPJ). Zaměstnanci, kteří pro podnik pracovali na plný úvazek po celý rok se započítají jako jedna RPJ. Pokud byl zaměstnanec zaměstnán na částečný pracovní úvazek, jako sezónní pracovník a zaměstnanci, kteří nepracovali pro podnik celý rok, se započítají jako zlomek. Učni a studenti se nezahrnují do počtu zaměstnanců.
Roční obrat představují příjmy z hospodářské činnosti sníženy o vyplacené slevy a neměl by zahrnovat DPH a jiné nepřímé daně.
Bilanční suma roční rozvahy představuje hodnotu hlavních aktiv podniku.
Doporučení Komise dále nově definuje tři druhy podniků podle vlastnické struktury, tzv. kritérium nezávislosti. Toto kritérium se využívá při výpočtu počtu zaměstnanců a finančních hodnot.

### Kritérium nezávislosti
Toto kritérium definuje nezávislý podnik jako podnik, který nemá žádná majetková ani hlasovací práva v jiných podnicích, nebo vlastní méně než 25 % základního kapitálu či hlasovacích práv (podle toho, která z hodnot je větší) v jednom nebo několika jiných podnicích, nebo jiné podniky vlastní méně než 25 % základního kapitálu popřípadě hlasovacích práv v podniku. Výjimku tvoří veřejné investiční společnosti, univerzity a výzkumná centra, institucionální investoři a samostatné místní orgány pokud v podniku vlastní méně než 50% podíl. V tomto případě podnik počítá pouze počet RPJ a finanční údaje z vlastní účetní uzávěrky.
Partnerským podnikem se rozumí podnik, který vlastní 25–50 % základního kapitálu či hlasovacích práv v jiném podniku, nebo jiný podnik vlastnící 25–50 % v našem podniku. Potom se při výpočtu RPJ a finančních údajů z vlastní uzávěrky připočte i procentuální podíl hodnot partnerského podniku popřípadě i jeho propojeného podniku.
Pakliže podnik vlastní většinu hlasovacích práv v jiném podniku, nebo má právo jmenovat a odvolávat orgány jiného podniku, nebo má právo uplatňovat rozhodující vliv v jiném podniku pak jsou tyto podniky propojené podniky. Za propojený podnik se k RPJ a finančním údajům připočte 100 % údajů propojeného podniku.
Dále je potřeba zmínit, že toto rozdělení podniků je závazné pro instituce EU, úřady členských států EU.
Definice není platná navždy. Komise EU předpokládá, že bude v budoucnu docházet k úpravám především v ukazatelích ročního obratu a bilanční sumy roční rozvahy. Úpravy budou prováděny v návaznosti na vývoj ekonomické situace EU.

### Význam SME v tržní ekonomice EU

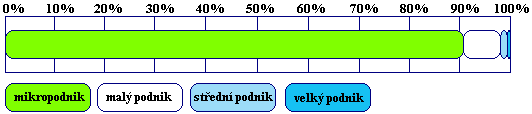
Obr. 1 Zastoupení kategorií podniků na celkovém počtu v roce 2003 v EU

Jak uvádí zpráva Eurostatu, Komise EU v posledních letech cílí svou pozornost intenzivněji na SME. Politika SME se zaměřuje na 5 hlavních okruhů: podpora podnikání, usnadnění vstupu na trhy, snížení byrokracie, zlepšení růstového potenciálu a konkurenceschopnosti, opatření na posílení konzultace a dialogu s organizacemi zastupujícími zájmy SME a s investory.
V pokusu o zlepšení finančního a legislativního prostředí, ve kterém SME podnikají, se Komise rozhodla snížit byrokratické postupy a legislativu o 25 % v nově a kvalitněji tvořené legislativě stejně jako prověřováním a hodnocením stávajících zákonů, tak, aby byla vlídnější k SME. Za tímto účelem jmenovala Komise EU vyslance pro SME. Vyslanci pracují na dvou úrovních: vně Komise jako spojovací články s SME a zastupujícími organizacemi SME a uvnitř Komise jako konzultanti a poradci při tvorbě nové SME politiky (most mezi Komisí EU a organizacemi SME).

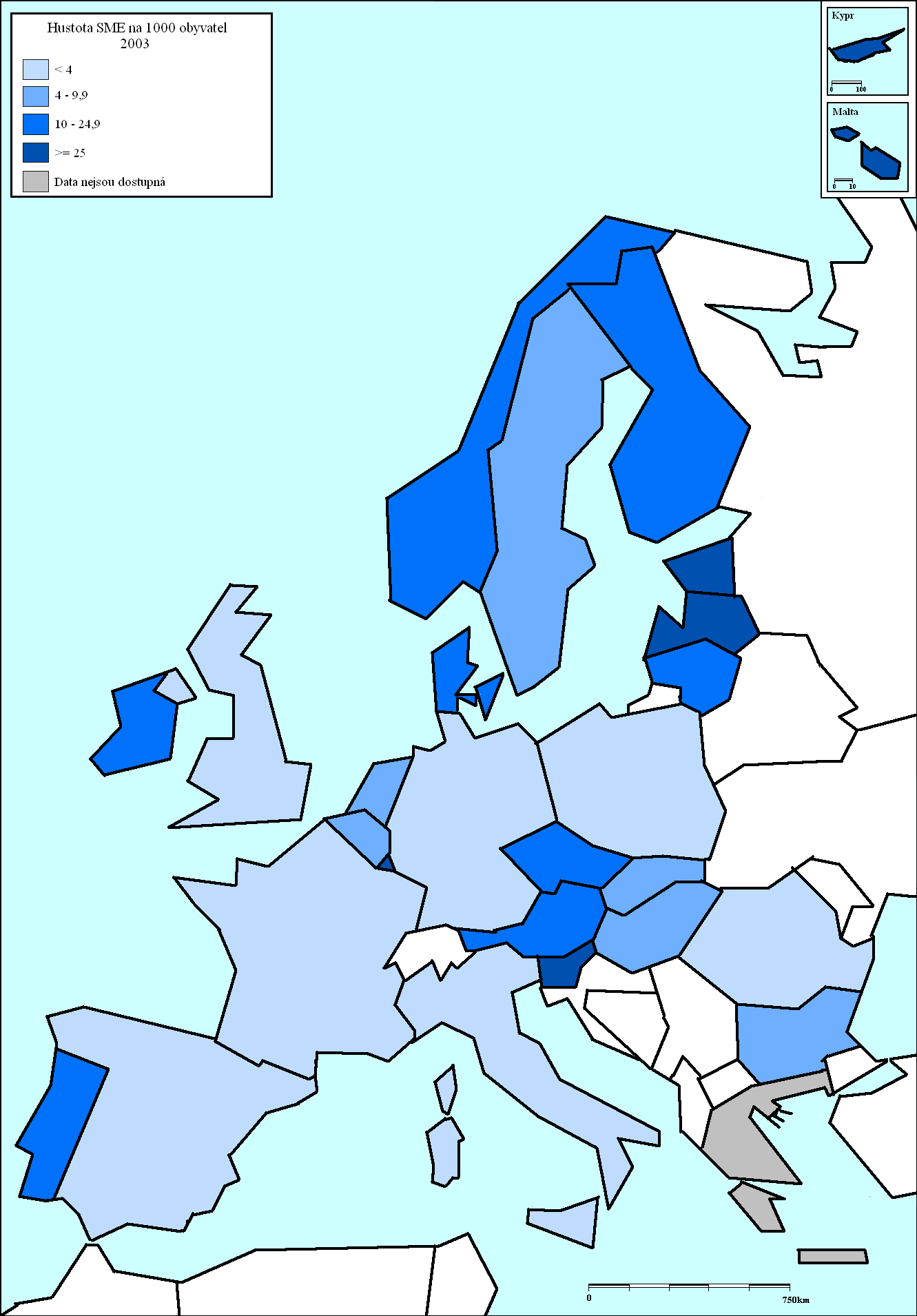
Mapa 1 – Hustota SME v roce 2003
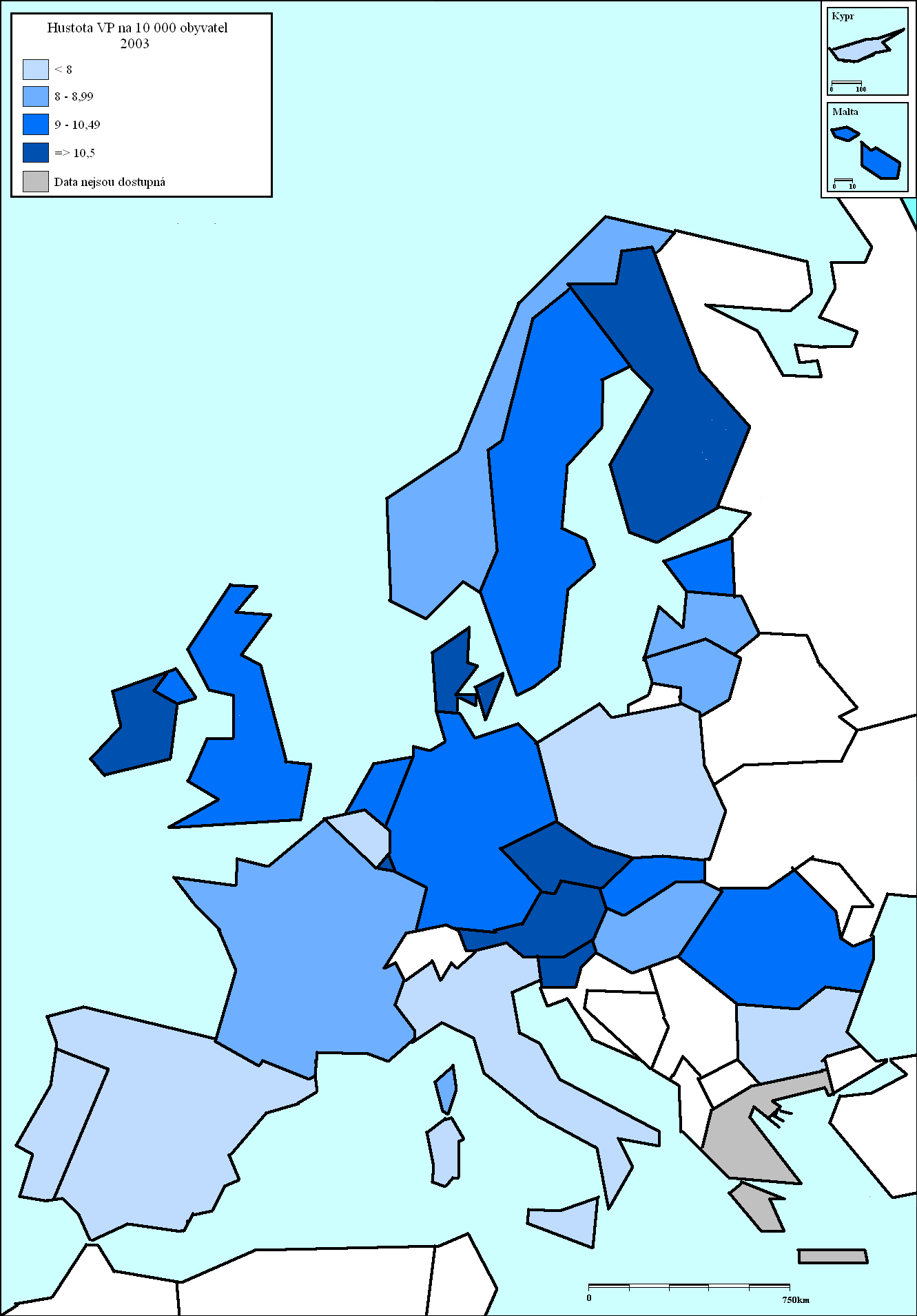
Mapa 2 – Hustota velkých podniků v roce 2003

Tyto kroky Komise EU podniká, protože si uvědomuje, že SME tvoří páteř ekonomiky EU. V roce 2003 bylo v EU registrováno v nepeněžním soukromém sektoru) téměř 18 milionů podniků z toho 91,4 % mikropodniků, 7,3 % malých podniků, 1,1 % středních podniků a jen 0,2 % velkých podniků zaměstnávajících více než 249 zaměstnanců, jak naznačuje obrázek 1.
V rámci EU-25 to znamená, že v průměru každý podnik (OKEČ třídy C-I a K) zaměstnává 6,5 zaměstnance a to i přes zahrnutí mamutích nadnárodních společností typu Siemens, Royal Shell, PSA, Nokia. Mikropodniky pak v průměru zaměstnávají 2 zaměstnance a velké podniky více než 1000 zaměstnanců.
Hustota podniků se napříč EU značně liší. Podíváme-li se na mapu 1, dostaneme informaci o počtu SME (OKEČ třídy C-I a K) na 1000 obyvatel v jednotlivých státech. Největší hustota těchto podniků je ve státech, jejichž ekonomiky jsou v rámci EU-25 poměrně malé (Malta, Lucembursko, Kypr). Naopak ve velkých ekonomikách je vidět nižší hustota SME. Mapa 2 ukazuje hustotu velkých podniků na 10 000 obyvatel. Zde je patrné, že vysoká hustota je spíše ve státech severnějších a naopak nižší ve státech ležících jižněji. Je nutné podotknout, že například v Itálii, kde je jak nízká hustota SME, tak velkých podniků, se SME podílejí na tvorbě zaměstnanosti a přidané hodnotě výrazně více, než činí průměr EU.

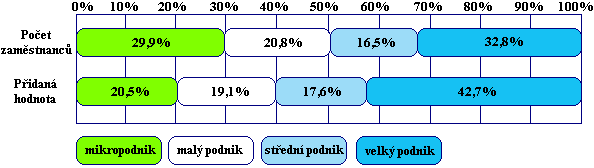
Obr. 2 Podíl kategorií podniků na zaměstnanosti a na vytvářené přidané hodnotě v roce 2003 v EU

SME zaměstnávají zhruba dvě třetiny zaměstnanců a vytvářejí více než polovinu přidané hodnoty, jak znázorňuje obrázek 2. Jedná se o průměr za celou EU-25. Velké rozdíly jsou mezi jednotlivými státy. Jestliže tedy například v Itálii zaměstnávají mikropodniky téměř polovinu zaměstnanců, pak ve Velké Británii a na Slovensku zhruba polovina zaměstnanců pracuje pro velké podniky. Obdobně lze rozdíly sledovat i mezi jednotlivými odvětvovými kategoriemi. V kategoriích výroba transportních prostředků a zařízení a výroba a rozvod elektřiny, plynu a tepelné energie zaměstnávají velké podniky téměř 80 % zaměstnanců (mikropodniky zhruba 3%), ale v kategoriích maloobchod a ubytování a stravování je vytvořeno skoro 50 % pracovních pozic v mikropodnicích (velké podniky 35 %, respektive 18 %).

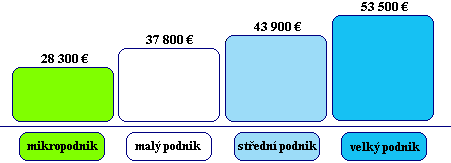
Obr. 3 Zdánlivá produktivita práce na jednoho zaměstnance v roce 2003 v EU

S tímto neodmyslitelně také souvisí zdánlivá produktivita práce, jež je definována jako podíl vytvořené přidané hodnoty a počtu zaměstnanců. Je patrné, že zdánlivá produktivita práce zaměstnance velkého podniku je téměř dvojnásobná oproti zaměstnanci mikropodniku. Tuto skutečnost vyjadřuje obrázek 3. Samozřejmě i zde je velký rozdíl napříč zeměmi i odvětvovými kategoriemi. Poměr zdánlivé produktivity práce mezi mikropodniky a velkými podniky se pohybuje v rozmezí 1:1 u činnosti v oblasti nemovitosti a pronájmů až po 1:3 u výroby potravinářských výrobků a nápojů, tabákových výrobků a u výroby chemických látek, přípravků, léčiv a vláken a výroby pryžových a plastových výrobků.